# Robin Dunbar

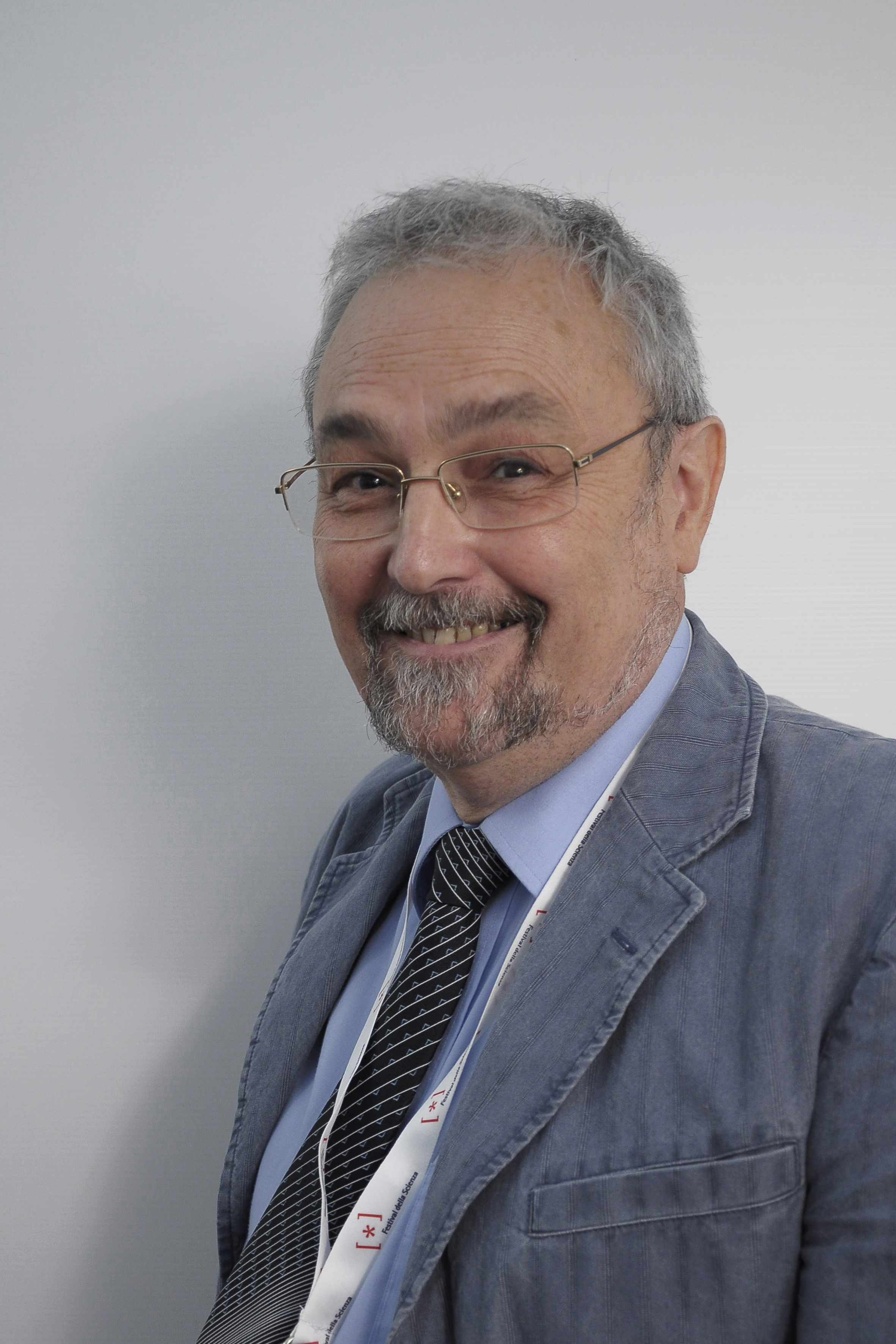
Robin Dunbar

Robin Ian MacDonald Dunbar (nascido em 28 de junho de 1947)  é um antropólogo britânico e psicólogo evolucionista e um especialista em comportamento de primatas. Atualmente é chefe do Grupo de Pesquisa em Neurociência Social e Evolutiva do Departamento de Psicologia Experimental da Universidade de Oxford. Ele é mais conhecido por formular o número de Dunbar,  uma medida do "limite cognitivo para o número de indivíduos com os quais qualquer pessoa pode manter relacionamentos estáveis". 

## Educação
Dunbar, filho de um engenheiro, foi educado na Magdalen College School, em Brackley.  Ele continuou a estudar no Magdalen College, Oxford, onde seus professores incluíam Niko Tinbergen. Ele completou seu bacharelado em psicologia e filosofia em 1969. Dunbar, em seguida, passou para o Departamento de Psicologia da Universidade de Bristol e completou o seu PhD em 1974 na organização social do babuíno Theropithecus gelada.
Ele passou dois anos como escritor freelance de ciências. Dunbar disse ao entrevistador da rádio BBC Jim Al-Kalili em 2019 que ele "conseguiu seu primeiro emprego de verdade" apenas aos 40 anos.

## Carreira acadêmica
A carreira acadêmica e de pesquisa de Dunbar inclui a University of Bristol,  University of Cambridge de 1977 a 1982 e a University College London de 1987 a 1994. Em 1994, Dunbar tornou-se Professor de Psicologia Evolutiva na Universidade de Liverpool, mas deixou Liverpool em 2007 para assumir o cargo de Diretor do Instituto de Antropologia Cognitiva e Evolutiva da Universidade de Oxford.
Dunbar foi anteriormente co-diretor do Projeto de Pesquisa Centenário da Academia Britânica (BACRP) "De Lucy à Língua: A Arqueologia do Cérebro Social" e esteve envolvido no BACRP "Identificando o Repertório Religioso Universal".
Em 2015, Dunbar recebeu a Medalha Memorial Huxley - criada em 1900 em memória de Thomas Henry Huxley - pelos serviços prestados à antropologia pelo Conselho do Instituto Real de Antropologia da Grã-Bretanha e Irlanda, a mais alta honraria à disposição da RAI. Dunbar também é um Distinto Defensor do Humanismo dos Humanistas do Reino Unido.

## Prêmios e honras
- 2015, Medalha Huxley Memorial, Instituto Real de Antropologia da Grã-Bretanha e Irlanda
- 1998, Eleito Fellow da British Academy (FBA)[2]
- 1994, Cátedra ad hominem, Psicologia, Universidade de Liverpool[18]